# Oakham (West Midlands)
Oakham – wieś w Anglii, w hrabstwie ceremonialnym West Midlands, w dystrykcie metropolitalnym Sandwell. Leży 11 km na zachód od miasta Birmingham i 172 km na północny zachód od Londynu.